# Marracín Arriba
Marracín Arriba (en gallego y oficialmente, Marracín de Arriba) es una aldea española del municipio de Lousame, La Coruña, Galicia. Pertenece a la parroquia de Tállara. En 2021 tenía una población de 51 habitantes (27 hombres y 24 mujeres).
Está situada en el suroeste del municipio a 64 metros sobre el nivel del mar y a 3,7 km de la cabecera municipal. Las localidades más cercanas son Marracín de Abaixo, Figueiroa y Outeiro.